# Kurt Raaflaub
Kurt Arnold Raaflaub (* 15. Februar 1941 in Buea, Kamerun; † 12. September 2023 in Providence, Rhode Island) war ein Schweizer Althistoriker.

## Leben und Wirken
Kurt Raaflaub wuchs in Basel und Kamerun auf und war der ältere Bruder des Dirigenten Beat Raaflaub. Die Matur legte er am Humanistischen Gymnasium in Basel ab. Raaflaub studierte Geschichte und Klassische Philologie an den Universitäten Basel (1960–1963 und 1965–1970) und Hamburg (1963–1964). Er bestand 1966 in Basel das Lizentiat und 1967 die Oberschullehrerprüfung. In Basel wurde er bei Christian Meier über den Bürgerkrieg zwischen Caesar und Pompeius promoviert. Er war von 1969 bis 1972 Assistent in Alter Geschichte an den Universitäten Köln und Basel. Von 1970 bis 1972 war Raaflaub für Latein und Griechisch an einem Basler Gymnasium tätig. Von 1972 bis 1978 war er Assistenz-Professor an der Freien Universität Berlin. Im Jahr 1979 erfolgte dort die Habilitation mit der Arbeit Die Entdeckung der Freiheit. Zur historischen Semantik und Gesellschaftsgeschichte eines politischen Grundbegriffs der Griechen. Er war 1976/77 Stipendiat am Center for Hellenic Studies in Washington, D.C.
Raaflaub lehrte von 1978 bis zu seiner Emeritierung 2009 als Professor für die Geschichte des Altertums an der Brown University. Er war 1978 Assistenzprofessor an der Brown, 1980 Associate Professor und wurde 1983 zum Full Professor in Classics and History befördert. 1989/1990 war er Forschungsstipendiat am Historischen Kolleg in München und befasste sich mit den Anfängen des politischen Denkens bei den Griechen. Er wurde 1991 an der Brown University zum David Herlihy University Professor and Professor of Classics & History ernannt. Von 1992 bis 2000 war er zusammen mit Deborah Boedeker Direktor des Center for Hellenic Studies in Washington, D.C. Raaflaub war von 1995 bis zu seinem Tod korrespondierendes Mitglied des Deutschen Archäologischen Instituts. Er war 2008/9 Präsident der American Philological Association.
Seine Forschungsschwerpunkte waren die Römische Republik, die Geschichte des archaischen und klassischen Griechenlands, die Anfänge politischen Denkens in Griechenland und im Vorderen Orient, die griechische Geschichtsschreibung, die griechische Begriffsgeschichte, das politische und soziale Umfeld der homerischen Dichtung, die athenische Demokratie, Krieg und Frieden in der Antike. Mit seiner Dissertation verfolgte er das Ziel, für die Zeit des Bürgerkrieges „die Motivations- und Argumentationsweise Caesars und seiner Gegner umfassend herauszuarbeiten, einander gegenüberzustellen [und] mit den Urteilen anderer Zeitgenossen und späterer Autoren zu vergleichen“ sowie „die Vielfalt politischer und persönlicher Interessen, welche das äußere Geschehen beeinflußten und prägten, aufzudecken“.
Raaflaub verstarb am 12. September 2023 in Providence im US-Bundesstaat Rhode Island.

## Schriften (Auswahl)
Übersetzungen
- The Landmark Julius Caesar: The Complete Works: Gallic War, Civil War, Alexandrian War, African War, and Spanish War. Pantheon, New York 2017, ISBN 978-0-307-37786-9.

Monografien
- Politisches Denken und Krise der Polis. Athen im Verfassungskonflikt des späten 5. Jahrhunderts v. Chr. (= Schriften des Historischen Kollegs. Vorträge. Bd. 27). Stiftung Historisches Kolleg, München 1992 (Digitalisat).
- Die Entdeckung der Freiheit. Zur historischen Semantik und Gesellschaftsgeschichte eines politischen Grundbegriffes der Griechen (= Vestigia. Beiträge zur alten Geschichte. Bd. 37). Beck, München 1985, ISBN 3-406-30552-0.
- Dignitatis contentio. Studien zur Motivation und politischen Taktik im Bürgerkrieg zwischen Caesar und Pompeius (= Vestigia. Beiträge zur alten Geschichte. Bd. 20). Beck, München 1974, ISBN 3-406-04790-4.

Herausgeberschaften
- Walter Eder. Bürger und Staat im griechisch-römischen Altertum. Gesammelte Schriften (= Historia Einzelschrift Bd. 271). Franz Steiner Verlag, Stattgart 2023, ISBN 978-3-515-13373-9.
- Anfänge politischen Denkens in der Antike. Die nahöstlichen Kulturen und die Griechen (= Schriften des Historischen Kollegs. Kolloquien. Bd. 24). Unter Mitarbeit von Elisabeth Müller-Luckner. Oldenbourg, München 1993, ISBN 3-486-55993-1 (Digitalisat).
- mit Mark Toher: Between Republic an Empire. Interpretations of Augustus and his Principate. University of California Press, Berkeley 1990, ISBN 0-520-06676-6.
- mit Ian Morris: Democracy 2500? Questions and Challenges. Dubuque, Iowa 1998, ISBN 0-7872-4466-X.
- mit Josiah Ober, Robert W. Wallace: Origins of Democracy in Ancient Greece. University of California Press, Oakland 2007, ISBN 978-0-520-24562-4.